# Feminisierung (BDSM)

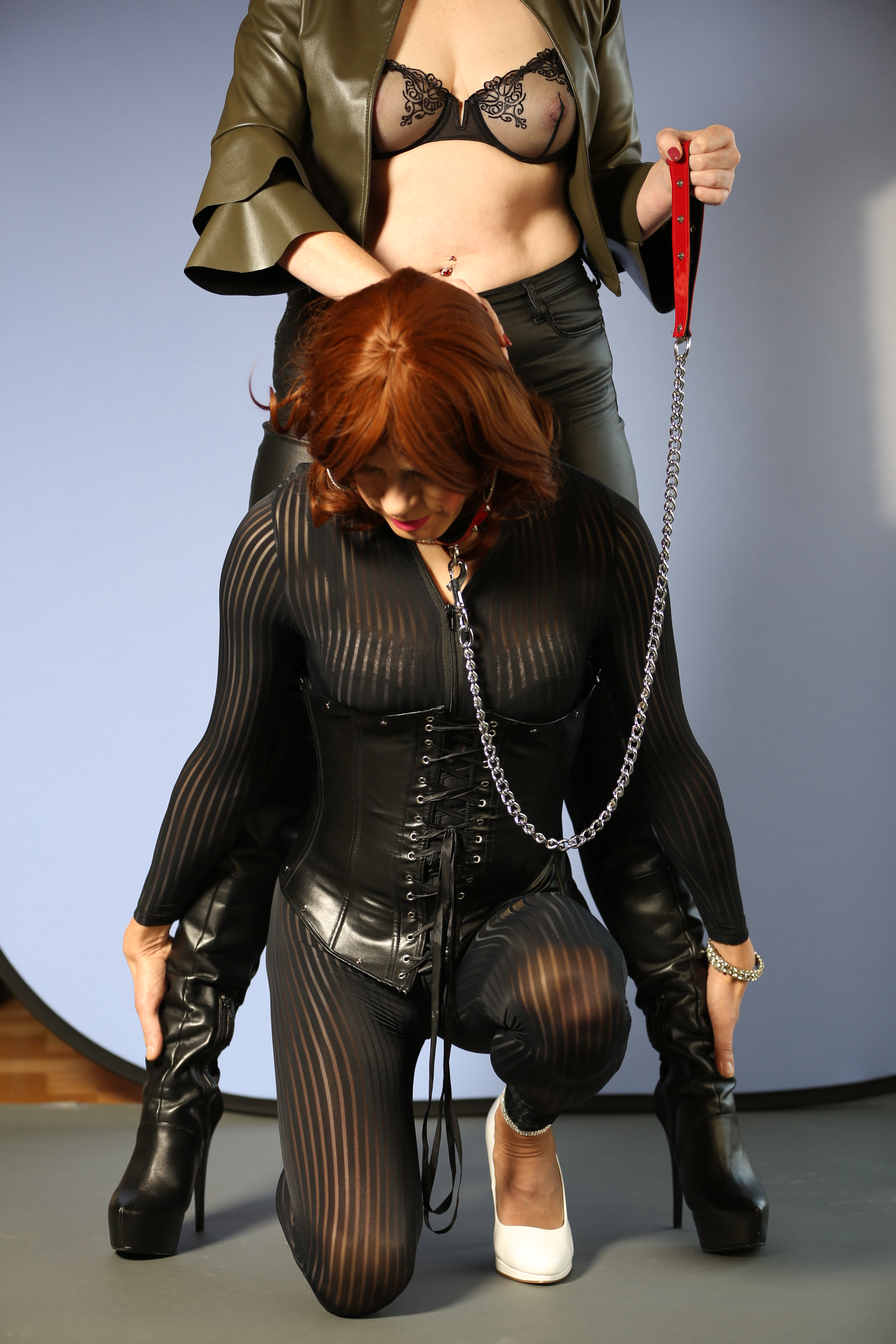
Eine dominante Frau und ein submissiver Mann praktizieren Feminisierung

Unter Feminisierung versteht man im BDSM ein erotisches Rollenspiel, in dem ein Mann durch Kleidung und Verhalten in die Rolle einer Frau schlüpft. Es ist eine spielerische Form des Crossdressings. Diese Art der Rollenspiele, bei denen ein anderes Geschlecht als das eigene angenommen wird, wird auch als Genderplay (engl. gender: grammatikalisches bzw. soziales oder psychologisches Geschlecht, play: Spiel) bezeichnet. Eine Feminisierung aus medizinischen Gründen bezeichnet man als Effemination.

## Motive und Ausübung
Die Feminisierung erfolgt aus einer persönlichen Neigung, beispielsweise einer Affinität zu Dessous, oder findet im Rahmen einer BDSM-Beziehung statt. Sie ist eine in der Literatur häufig erwähnte Praktik. Die Dauer der Feminisierung kann von einem begrenzten Zeitraum von z. B. wenigen Stunden bis hin zu einer dauerhaften Feminisierung reichen.

## Kleidung und Fetisch
Die Feminisierung findet oft versteckt statt, indem zum Beispiel unter der Straßenkleidung Damenwäsche, Damenstrümpfe und Strapse getragen werden. Männer, die bevorzugt Damenunterwäsche tragen, nennt man Damenwäscheträger. Manchmal ist Fetischkleidung, beispielsweise Korsett, Gummi- oder Latexwäsche, eine weitere Ausdrucksform. Der Wechsel zu Damenkleidung und -schuhen, das Tragen von Schminke etc. kann bestimmten Vorbildern folgen. Häufig wird versucht, in der Kleidung und dem Verhalten der Vorstellung einer „echten Dame“ nachzueifern; die angestrebten Motive erinnern dabei oft an die 1950er und 1960er Jahre. Eine andere Variante ist die Sexualisierung des weiblichen Rollenbildes beispielsweise durch überzogenes Make-up, aufreizende Kleidung oder hohe Schuhe. Dies kann auf den Träger und seine Partner starke sexuelle Reize ausüben.

## Übernahme der weiblichen Geschlechterrolle
Bei der dauerhaften Feminisierung wird oft von den feminisierten Männern die Haushaltsführung übernommen und die Partnerin bzw. der Partner zum dominanten Teil der Beziehung. In diesen Beziehungen spielt auch häufig das Thema Cuckold und Keuschhaltung (vgl. Peniskäfig) eine Rolle, weil oft erst durch die sexuelle Entmännlichung eine vollständige, aber befristete Identifikation mit der neuen Rolle erfolgt. Hierbei werden auch weibliche Verhaltensweisen eingeübt, oft ein weiblicher Name übernommen und für das äußere Erscheinungsbild ein extremes Zerrbild der Weiblichkeit verwendet, das bei beiden Partnern starke sexuelle Erregung auslösen kann.
Die weibliche Namensgebung kann ein wichtiger Aspekt zum Wechsel der Geschlechterrolle sein, die Verwendung des Frauennamens markiert hierbei den Übergang von Realität zu Rollenspiel. Innerhalb des Spiels werden auch für die männlichen Geschlechtsorgane die entsprechenden weiblichen Bezeichnungen verwendet. Passiver Analverkehr, evtl. unter Zuhilfenahme eines Strap-ons, kann Teil der angenommenen Geschlechterrolle und ebenfalls für beide Partner stimulierend sein.

## Zwangsfeminisierung
Die Zwangsfeminisierung erfolgt im BDSM zwischen zwei einvernehmlichen Partnern (SSC). Im Vordergrund steht hierbei einerseits das beiderseitige Erleben der Unterwerfung, insbesondere unter Einbeziehung der Öffentlichkeit können andererseits aber auch sexuell konnotierte Erniedrigung und Demütigung eine wichtige Rolle spielen. Der Prozess der Zwangsfeminisierung beinhaltet neben dem Tragen von Kleidung und Make-up, die der dominante Partner vorschreibt und auswählt, auch das Anordnen geschlechtsspezifischer Verhaltensweisen. 
Dabei werden oft klischeehafte und übertriebene Frauenbilder als Vorbild genommen. Beispielsweise soll durch das Auftreten in der Öffentlichkeit in extrem kurzen Röcken, hohen Schuhen und dem stark überschminkten Gesicht eine Prostituierte nachgeahmt und die Erniedrigung des Feminisierten dadurch verstärkt werden. Im englischen Sprachraum wird der Ausdruck Forced Feminization verwendet, der sich allerdings auch auf die real erzwungene Feminisierung beziehen kann wie beispielsweise die Vergewaltigung von Männern in Gefängnissen. Diese realen Situationen werden als homosexuelle Fantasien in der einschlägigen Literatur auch im Rahmen der Zwangsfeminisierung beschrieben, während sie für heterosexuelle Männer selten Bestandteil der Feminisierungsphantasien sind. Weitere Synonyme sind Effeminization oder Demale.
Mitunter wünscht sich der devote Teil sogar eine weiterführende oder gar gewaltsame Abrichtung auf die Wunschrolle der Frau. So werden in manchen Kreisen und Internetforen die Phantasien einer „Verschleppung ins Ausland“ und eine „medizinische Geschlechtsumwandlung“ beschrieben. Kastrationsphantasien treten in diesem Zusammenhang ebenfalls in der erotischen BDSM-Literatur auf.

## Rollenvorbilder
Neben dem Bild der eleganten und damenhaften Erscheinung und der eher nuttig wirkenden Schlampe ist die Zofe ein sehr beliebtes Rollenbild. Vorbild kann hierbei das viktorianische Zeitalter mit seinen ausgeprägten hierarchischen Strukturen sein. Das Element des Status und des damit verbundenen Machtgefüges (vgl. Dominance and Submission) verbindet sich hier mit dem Genderplay. Dabei wird der Mann freiwillig oder im Rahmen der Zwangsfeminisierung darauf konditioniert, Aufgaben im Haushalt zu übernehmen. Vor allem in der englischsprachigen Szene wird dies oft als Sissification bezeichnet, während dieser Begriff in anderen Sprachräumen auch allgemein für Feminisierung verwendet wird.
Im Gegensatz zur homosexuellen Verwendung des Wortes spricht man im BDSM von Sissy boys (engl. sissy = Mädchen, Weichling), wenn der Mann sehr kindlich-mädchenhafte Kleidung wie z. B. Rüschenhöschen, Häubchen und Petticoats trägt und darin auch präsentiert wird. Wichtiges Element neben dem Wechsel des Geschlechts ist hierbei die Annahme der Rolle eines sehr jungen Alters (engl. Ageplay). Kleidungsvorbilder finden sich hier beispielsweise in den Krinolinen der Südstaatenromantik. Geschieht dies gegen den Willen oder im Zusammenhang mit Bestrafungen, spricht man auch von Petticoating oder Pinaforing. Eine Überschneidung mit dem Rollenverhalten des Adult Baby kann vorkommen, ist aber nicht zwangsläufig.

## Künstlerische Darstellung
Gene Bilbrew „Eneg“, Eric Stanton und Bill Ward haben Illustrationen und Comics zum Thema „Feminisierung“ veröffentlicht. Nan Gilbert hat sich u. a. fotografisch damit auseinandergesetzt. Von Lou Kagan stammt mit Lady Lovelock einer der wenigen vollständigen Comics zum Thema „Zwangsfeminisierung“.